# Sugar Soldier
Sugar Soldier (シュガー＊ソルジャー?, Shugā Sorujā) è un manga shōjo scritto e disegnato da Mayu Sakai, serializzato sul Ribon di Shūeisha dal settembre 2011 all'agosto 2015. In Italia i diritti sono stati acquistati da Planet Manga, che lo ha pubblicato tra il 19 gennaio 2014 e il 13 febbraio 2016. Un adattamento anime è stato trasmesso in Giappone tra il 14 e il 28 febbraio 2014.

## Personaggi
Makoto Kisaragi (如月 麻琴?, Kisaragi Makoto)
Doppiata da: Inori Minase
Shun Iriya (入谷 瞬?, Iriya Shun)
Doppiato da: Ryōta Ōsaka
Uki Morinaga (森永 雨季?, Morinaga Uki)
Nanami Shirayuki (白雪 ななみ?, Shirayuki Nanami)
Rika Kisaragi (如月 莉華?, Kisaragi Rika)
Issei Yusa (遊佐 一誓?, Yusa Issei)
Watase (渡瀬?, Watase)
Tsukkomi Usagi (ツッコミうさぎ?, Usagi Tsukkomi)

## Media

### Manga
Il manga, scritto e disegnato da Mayu Sakai, è stato serializzato sulla rivista Ribon di Shūeisha dal settembre 2011 all'agosto 2015. I vari capitoli sono stati raccolti in dieci volumi tankōbon, pubblicati tra il 15 febbraio 2012 e il 25 agosto 2015. In Italia la serie è stata acquistata da Panini Comics per Planet Manga e pubblicata da gennaio 2014 a febbraio 2016.

#### Volumi
| Nº | Data di prima pubblicazione | Data di prima pubblicazione | Data di prima pubblicazione |
| Nº | Giapponese                  | Giapponese                  | Italiano                    |
| -- | --------------------------- | --------------------------- | --------------------------- |
| 1  | 15 febbraio 2012            | ISBN 978-4-08-867177-2      | 19 gennaio 2014             |
| 2  | 15 giugno 2012              | ISBN 978-4-08-867204-5      | 14 giugno 2014              |
| 3  | 15 ottobre 2012             | ISBN 978-4-08-867228-1      | 30 agosto 2014              |
| 4  | 15 marzo 2013               | ISBN 978-4-08-867260-1      | 4 ottobre 2014              |
| 5  | 9 agosto 2013               | ISBN 978-4-08-867280-9      | 6 dicembre 2014             |
| 6  | 15 gennaio 2014             | ISBN 978-4-08-867304-2      | 7 febbraio 2015             |
| 7  | 13 giugno 2014              | ISBN 978-4-08-867326-4      | 11 aprile 2015              |
| 8  | 14 novembre 2014            | ISBN 978-4-08-867344-8      | 13 giugno 2015              |
| 9  | 24 aprile 2015              | ISBN 978-4-08-867365-3      | 14 novembre 2015            |
| 10 | 25 agosto 2015              | ISBN 978-4-08-867383-7      | 13 febbraio 2016            |

### Anime
Un adattamento anime fu annunciato sul numero di febbraio 2014 della rivista Ribon. La serie di corti, composta da tre episodi, è andata in onda all'interno del programma per bambini Ohasuta su TV Tokyo dal 14 al 28 febbraio 2014.